# Zeitschrift des Vereins für Hessische Geschichte und Landeskunde
Die Zeitschrift des Vereins für Hessische Geschichte und Landeskunde (ZHG) ist eine landeshistorische Zeitschrift.
Seit 1837 werden in diesem Organ die Forschungsergebnisse der hessischen Landes- und Heimatgeschichte veröffentlicht. Sie wird vom Verein für Hessische Geschichte und Landeskunde herausgegeben.
Die ZHG erscheint seit 1885 in der Regel jährlich. In ihr finden sich wissenschaftliche Aufsätze zur hessischen Landesgeschichte, kleinere Beiträge aus den Zweigvereinen und Rezensionen wichtiger neuerer Literatur aus dem Arbeitsgebiet des Vereins.
In der Regel bestand die ZHG-Redaktion aus drei oder vier fachkundigen Vereinsmitgliedem verschiedener Zweigvereine oder des Gesamtvereinsvorstandes. Danach hatte diese Aufgabe der Vereinsvorsitzende oder der Vereinsvorstand. Seit 1958 wird die ZHG-Redaktion durch die wissenschaftliche Kommission des Vereins für Hessische Geschichte und Landeskunde in Grenzfällen und bei Grundsatzfragen beraten.